# Teen Choice Awards 2001
Teen Choice Awards 2001 se konaly 12. srpna 2001 v Universal Amphitheater v Los Angeles. Záznam z předávání se vysílal dne 20. srpna 2001 na kanálu Fox.

## Účinkující
- Moulin Huge
- Aaron Carter & Nick Carter – „Not Too Young, Not Too Old“
- Usher – „U Remind Me“
- Eve feat. Gwen Stefani – „Let Me Blow Ya Mind“
- Shaggy – „Angel“

## Ceny
Vítězové jsou označeni tučně a jsou napsaní první v pořadí

### Film
| Herec | Herečka |
| --- | --- |
| Ben Affleck jako kapitán Rafe McCawley ve filmu Pearl Harbor - Brendan Fraser jako Richard „Rick“ O'Connell ve filmu Mumie se vrací - Josh Hartnett jako Daniel „Danny“ Walker ve filmu Pearl Harbor - Ashton Kutcher jako Jesse Montgomery III ve filmu Hele vole, kde mám káru? - Heath Ledger jako William Thatcher ve filmu Příběh rytíře - Ryan Phillippe jako Milo Hoffman ve filmu Elita - Ben Stiller jako Gaylord „Greg“ Focker ve filmu Fotr je lotr - Sean Patrick Thomas jako Derek Reynolds ve filmu Nežádej svůj poslední tanec | Julia Stiles jako Sara Johnson ve filmu Nežádej svůj poslední tanec - Drew Barrymoreová jako Dylan Sanders ve filmu Charlieho andílci - Kate Hudson jako Penny Lane ve filmu Na pokraji slávy - Sandra Bullock jako Gracie Hart ve filmu Slečna Drsňák - Angelina Jolie jako Lara Croft ve filmu Lara Croft – Tomb Raider - Rachel Leigh Cook jako Josie McCoy ve filmu Josie a její kočičky - Kirsten Dunst jako Torrance Shipman ve filmu Bravo, girls! - Jennifer Love Hewitt jako Page Conners ve filmu Před svatbou ne! |
| Dramatický film | Komedie |
| Pearl Harbor - Na pokraji slávy - Příběh rytíře - Lara Croft – Tomb Raider - Mumie se vrací - Vzpomínka na Titány - Nežádej svůj poslední tanec - Vertical Limit | Slečna Drsňák - Charlieho andílci - Bravo, girls! - Fotr je lotr - Svatby podle Mary - Hele vole, kde mám káru? - Špinavej Joe - Josie a její kočičky |
| Horor/Thriller | Průlomové vystoupení |
| Temná legenda 2 - Záhada Blair Witch 2 - Cela - Nezvratný osud - Téměř dokonalý zločin - Hannibal - Valentine - Sleduje tě vrah! | Kerry Washington jako Chenille Reynolds ve filmu Nežádej svůj poslední tanec - Jamie Bell jako Billy Elliot ve filmu Billy Elliot - Rosario Dawson jako Valerie Brown ve filmu Josie a její kočičky - Patrick Fugit jako William Miller ve filmu Na pokraji slávy - Erika Christensen jako Caroline Wakefield ve filmu Traffic – nadvláda gangů - Michelle Rodriguez jako Diana Guzmanve filmu Boxerka - Shannyn Sossamon jako Jocelyn ve filmu Příběh rytíře - Ziyi Zhang jako Jen Yu ve filmu Tygr a drak                  |
| Chemie | Souboj |
| - Tom Hanks a Wilson ve filmu Trosečník - Hugh Grant a Renée Zellweger ve filmu Deník Bridget Jonesové - Ashton Kutcher a Seann William Scott ve filmu Hele vole, kde mám káru? - Kirsten Dunst a Ben Foster ve filmu Skousni to! - Heath Ledger a Shannyn Sossamon ve filmu Příběh rytíře - Julia Roberts a Brad Pitt ve filmu Mexičan - Kate Beckinsale a Ben Affleck ve filmu Pearl Harbor - Jennifer Lopez a Matthew McConaughey ve filmu Svatby podle Mary                                                                               | - Julia Stiles a Bianca Lawson ve filmu Nežádej svůj poslední tanec - Hugh Grant a Colin Firth ve filmu Deník Bridget Jonesové - Rachel Weisz a Patricia Velásquez ve filmu Mumie se vrací - Paul Walker a Rick Yune ve filmu Rychle a zběsile - Drew Barrymoreová a Sam Rockwell ve filmu Charlieho andílci - Heath Ledger a Rufus Sewell ve filmu Příběh rytíře - Josh Hartnett a Ben Affleck ve filmu Pearl Harbor |
| Nejlepší vyčerpání | Zloduch |
| - Sandra Bullock ve filmu Slečna Drsňák - Drew Barrymoreová ve filmu Charlieho andílci - Jet Li ve filmu Polibek draka - Michelle Rodriguez ve filmu Rychle a zběsile - Rob Schneider ve filmu Zvíře - Rufus Sewell ve filmu Příběh rytíře - Bruce Willis ve filmu Vyvolený - Steve Zahn ve filmu Dr. Dolittle 2 | Dwayne Johnson jako Mathayus, král škorpionů ve filmu Mumie se vrací - Candice Bergen jako Kathy Morningside ve filmu Slečna Drsňák - Victor Garber jako profesor Callahan ve filmu Pravá blondýnka - Iain Glen jako Manfred Powell ve filmu Lara Croft – Tomb Raider - John Lithgow jako Lord Farquaad ve filmu Shrek - Sam Rockwell jako Eric Knox ve filmu Charlieho andílci - Rufus Sewell jako Count Adhemar – Příběh rytíře - Rick Yune jako Johnny Tran ve filmu Rychle a zběsile                                     |
| Film léta | Výbuch vzteku |
| Pravá blondýnka - Zvíře - Rychle a zběsile - Jurský park 3 - Polibek draka - Lara Croft – Tomb Raider - Scary Movie 2 - Swordfish: Operace Hacker | - Jim Carrey – Grinch - Sandra Bullock – Slečna Drsňák - Kevin Costner – 3000 mil na útěku - Cameron Diaz – Shrek - Vin Diesel – Rychle a zběsile - Angelina Jolie – Lara Croft – Tomb Raider - The Rock – Mumie se vrací - Reese Witherspoonová – Pravá blondýnka |
| Film, který nechcete, aby viděli vaše rodiče | |
| Scary Movie 2 - 3000 mil na útěku - Deník Bridget Jonesové - Sejměte Cartera - Hannibal - Polibek draka - Mexičan - Swordfish: Operace Hacker | |

### Televize
| Herec | Herečka |
| --- | --- |
| Joshua Jackson jako Pacey Witter v seriálu Dawsonův svět - Barry Watson jako Matt Camden v seriálu Sedmé nebe - Michael Weatherly jako Logan Cale v seriálu Černý anděl - Frankie Muniz jako Malcolm Wilkerson v seriálu Malcolm v nesnázích - Eric McCormack jako Will Truman v seriálu Will a Grace - Ashton Kutcher jako Michael Kelso v seriálu Zlatá sedmdesátá - Topher Grace jako Eric Forman v seriálu Zlatá sedmdesátá - Jason Behr jako Max Evans v seriálu Roswell | Jessica Alba jako Max Guevara v seriálu Černý anděl - Sarah Michelle Gellar jako Buffy Summers v seriálu Buffy, přemožitelka upírů - Katie Holmes jako Joey Potter v seriálu Dawsonův svět - Keri Russell jako Felicity Porter v seriálu Felicity - Alexis Bledel jako Rory Gilmore v seriálu Gilmorova děvčata - Katherine Heiglová jako Isabel Evans v seriálu Roswell - Mila Kunis jako Jackie Burkhart v seriálu Zlatá sedmdesátá - Debra Messing jako Grace Adler v seriálu Will a Grace                            |
| Dramatický seriál | Komediální seriál |
| Sedmé nebe - Bostonská střední - Buffy, přemožitelka upírů - Černý anděl - Dawsonův svět - Gilmorova děvčata - Felicity - Roswell | Přátelé - Malcolm v nesnázích - Will a Grace - S dětmi na krku - Zlatá sedmdesátá - Simpsonovi - My Wife and Kids - Popular |
| Reality show | Parťák |
| Total Request Live - Boot Camp - Jackass - Making the Band - Popstars - The Real World - Kdo přežije - Temptation Island | - Sean Hayes jako Jack McFarland v seriálu Will a Grace - Alyson Hanniganová jako Willow Rosenberg v seriálu Buffy, přemožitelka upírů - Michelle Trachtenberg jako Dawn Summer v seriálu Buffy, přemožitelka upírů - Keiko Agena jako Lane Kim v seriálu Gilmorova děvčata - Erik Per Sullivan jako Dewey Wilkerson v seriálu Malcolm v nesnázích - Ron Lester jako Michael Bernardino v seriálu Popular - Brendan Fehr jako Michael Guerin v seriálu Roswell - Megan Mullally jako Karen Walker v seriálu Will a Grace |
| Televizní osobnost | Oblíbená late night show |
| - Carson Daly – Total Request Live - Andy Dick – The Andy Dick Show - Roger Lodge – Blind Date - Ananda Lewis – HotZONE - Johnny Knoxville – Jackass - Jimmy Fallon – Saturday Night Live - Jeff Probst – Kdo přežije - Mandy Lauderdale – Temptation Island | Saturday Night Live - The Late Late Show with Craig Kilborn - Noční show Conana O'Briena - Noční show Davida Lettermana - MadTV - MTV Undressed - Politically Incorrect with Bill Maher - The Tonight Show with Jay Leno |

### Hudba
| Zpěvák | Zpěvačka |
| --- | --- |
| Aaron Carter - Eminem - Lil' Bow Wow - Nelly - Shaggy - Sisqo - Kid Rock - Lenny Kravitz | Britney Spears - Christina Aguilera - Jessica Simpson - Jennifer Lopez - Aaliyah - Dido - Janet Jacksonová - Pink |
| Popová skupina | Rocková skupina |
| Destiny's Child - 98 Degrees - Backstreet Boys - 3LW - 'N Sync - Dream - Eden's Crush - O-Town | Blink-182 - Limp Bizkit - No Doubt - 3 Doors Down - Aerosmith - Crazy Town - Creed - Papa Roach |
| Píseň roku | R&B/hip-hopový umělec |
| „Pop“ – 'N Sync - „All for You“ – Janet Jacksonová - „Stronger“ – Britney Spears - „The Call“ – Backstreet Boys - „Survivor“ – Destiny's Child - „Angel“ – Shaggy feat. Rayvon - „Butterfly“ – Crazy Town - „Love Don't Cost a Thing“ – Jennifer Lopez                                                                     | - Missy Elliott - Eminem - Eve - Jay-Z - Mystikal - Nelly - OutKast |
| Album roku | Objev roku |
| Celebrity – 'N Sync - All for You – Janet Jacksonová - Black & Blue – Backstreet Boys - Chocolate Starfish and the Hot Dog Flavored Water – Limp Bizkit - J.Lo – Jennifer Lopez - The Marshall Mathers LP – Eminem - No Angel – Dido - Survivor – Destiny's Child                                                          | O-Town - 3LW - Dido - Dream - Eden's Crush - Nelly Furtado - Lifehouse - Samantha Mumba |
| Zamilovaná píseň | Taneční píseň |
| „Angel“ – Shaggy feat. Rayvon - „Irresistible“ – Jessica Simpson - „Crazy for This Girls“ – Evan and Jaron - „Shape of My Heart“ – Backstreet Boys - „Ghost of You and Me“ – BBMak - „Nobody Wants to Be Lonely“ – Ricky Martin a Christina Aguilera - „This I Promise You“ – 'N Sync - „If You're Gone“ – Matchbox Twenty | „Play“ – Jennifer Lopez - „Bootylicious“ – Destiny's Child - „Get Over Yourself“ – Eden's Crush - „Get Ur Freak On“ – Missy Elliott - „Lady Marmalade“ – Christina Aguilera, Lil Kim, Mýa a Pink - „Ride wit Me“ – Nelly feat. City Spud - „South Side“ – Moby feat. Gwen Stefani - „Weapon of Choice“ – Fatboy Slim |
| Rap/Hip-Hop/R&B píseň | Rocková píseň |
| „Let Me Blow Ya Mind“ – Eve feat. Gwen Stefani - „Country Grammar (Hot Shit)“ – Nelly - „Get Ur Freak On“ – Missy Elliott - „Ms. Jackson“ – OutKast - „Peaches & Cream“ – 112 - „Shake Ya Ass“ – Mystikal - „Stutter“ – Joe feat. Mystikal - „What Would You Do“ – City High                                               | „Jaded“ – Aerosmith - „Butterfly“ – Crazy Town - „Duck and Run“ – 3 Doors Down - „Follow Me“ – Uncle Kracker - „Hanging by a Moment“ – Lifehouse - „It's Been Awhile“ – Staind - „My Way“ – Limp Bizkit - „One Step Closer“ – Linkin Park                                                                            |
| Koncert | Letní píseň |
| 'N Sync - Aerosmith - Backstreet Boys - Blink-182 - Destiny's Child - Janet Jacksonová - Ozzfest 2001 - Sugar Ray a Uncle Kracker | „Lady Marmalade“ – Christina Aguilera, Lil Kim, Mýa a Pink - „Angel“ – Shaggy feat. Rayvon - „Bootylicious“ – Destiny's Child - „Irresistible“ – Jessica Simpson - „Let Me Blow Ya Mind“ – Eve & Gwen Stefani - „Pop“ – 'N Sync - „Ride wit Me“ – Nelly feat. City Spud - „U Remind Me“ – Usher                      |

### Ostatní
| Krásný muž | Krásná žena |
| --- | --- |
| Justin Timberlake - Nick Carter - Ryan Phillippe - Evan and Jaron - Josh Hartnett - Heath Ledger - Mark McGrath - Freddie Prinze Jr. | Jennifer Lopez - Britney Spears - Aaliyah - Anna Kournikovová - Sarah Michelle Gellar - Tara Reid - Lucy Liu - Gwen Stefani |
| Komik | Modelka |
| Adam Sandler - Tom Green - Chris Kattan - Eddie Murphy - Chris Rock - Rob Schneider - Jon Stewart - Nicole Sullivan                  | Tyrese - Gisele Bündchen - Esther Cañadas - Laetitia Casta - Bridget Hall - Carmen Kass - Jaime King - Heidi Klum           |

### Sport
| Atletika: Muž | Atletika: Žena |
| --- | --- |
| Shaquille O'Neal - Andre Agassi - Kobe Bryant - Jeff Gordon - Allen Iverson - Derek Jeter - Peyton Manning - Tiger Woods | Mia Hamm - Laila Ali - Chamique Holdsclaw - Marion Jones - Anna Kournikovová - Michelle Kwanová - Annika Sörenstam - Venus Williams a Serena Williams |
| Extrémní atletika | |
| Tony Hawk - Megan Abubo - Tommy Clowers - Tara Dakides - Vicki Golden - Jeremy McGrath - Dave Mirra - Shaun Palmer       | |